# Vichy Communauté
La communauté d'agglomération Vichy Communauté est une structure intercommunale française, située dans le département de l'Allier en région Auvergne-Rhône-Alpes. Elle regroupe un peu plus de 82 000 habitants sur 39 communes dont Vichy, commune la plus peuplée avec 25 702 habitants (en 2022), qui abrite le siège de la communauté. 
Elle a été créée le 1er janvier 2017 par la fusion de la communauté d'agglomération de Vichy Val d'Allier et la communauté de communes de la Montagne bourbonnaise.

## Historique
Le schéma départemental de coopération intercommunale (SDCI) de l'Allier, dévoilé en octobre 2015, proposait la fusion de la communauté d'agglomération de Vichy Val d'Allier et de la communauté de communes de la Montagne bourbonnaise. Il est confirmé en mars 2016.
La fusion de ces deux structures intercommunales est prononcée par l'arrêté préfectoral no 3188/2016 du 5 décembre 2016. Toutes les communes, sauf Creuzier-le-Vieux, Ferrières-sur-Sichon, Laprugne, Molles et Saint-Clément, ont donné un avis favorable à cette fusion, tout comme Vichy Val d'Allier (la communauté de communes de la Montagne bourbonnaise ne s'étant pas exprimée, cette absence de délibération vaut avis favorable). La structure intercommunale prend le nom de « Vichy Communauté ».
Par délibération du conseil communautaire du 30 mars 2017, la commune de Saint-Pont, faisant partie de la communauté de communes Saint-Pourçain Sioule Limagne, a souhaité rejoindre la communauté d'agglomération Vichy Communauté « dans un objectif de cohérence avec le nouveau découpage cantonal » (Saint-Pont faisant partie du canton de Bellerive-sur-Allier). Un arrêté préfectoral du 8 décembre 2017 autorise le changement d'intercommunalité de cette commune, moyennant une somme que ladite commune doit verser pour quitter la communauté de communes précitée, avec effet au 1er janvier 2018.

### Identité visuelle
À sa création, la communauté d'agglomération s'est dotée d'un logo provisoire. Le logo définitif a été dévoilé le 16 mars 2017. Réalisé par une agence de communication clermontoise, pour un coût de 2 000 euros, celui-ci souligne le « développement », l'« amplification » et la « connexion » de cette structure intercommunale.

Évolution des logos
Logo provisoire.
Logo en vigueur depuis le 16 mars 2017.

### Démarche de développement durable
Le 24 octobre 2017, Vichy Communauté a été reconnu Territoire à énergie positive (TEPOS) à l'occasion des rencontres nationales des territoires en transition. Elle s'engage à réduire la consommation d'énergie d'ici 2050.

## Territoire communautaire

### Géographie
La communauté d'agglomération Vichy Communauté est située au sud-est du département de l'Allier. C'est l'une des trois communautés d'agglomération du département avec Montluçon Communauté et Moulins Communauté.

### Composition
La communauté d'agglomération est composée des 39 communes suivantes :

| Nom                      | Code Insee | Gentilé          | Superficie (km2) | Population (dernière pop. légale) | Densité (hab./km2) |
| ------------------------ | ---------- | ---------------- | ---------------- | --------------------------------- | ------------------ |
| Vichy (siège)            | 03310      | Vichyssois       | 5,85             | 25 702 (2022)                     | 4 394              |
| Abrest                   | 03001      | Abrestois        | 10,46            | 2 927 (2022)                      | 280                |
| Arfeuilles               | 03006      | Arfeuillats      | 59,56            | 610 (2022)                        | 10                 |
| Arronnes                 | 03008      | Arronnais        | 26               | 382 (2022)                        | 15                 |
| Bellerive-sur-Allier     | 03023      | Bellerivois      | 18,97            | 8 898 (2022)                      | 469                |
| Billy                    | 03029      | Billois          | 10,22            | 823 (2022)                        | 81                 |
| Bost                     | 03033      | Bostois          | 9,48             | 180 (2022)                        | 19                 |
| Brugheas                 | 03044      | Brugheassois     | 26,81            | 1 556 (2022)                      | 58                 |
| Busset                   | 03045      | Bussétois        | 36,96            | 810 (2022)                        | 22                 |
| La Chabanne              | 03050      | Chabannais       | 20               | 172 (2022)                        | 8,6                |
| La Chapelle              | 03056      | Chapelains       | 21,1             | 396 (2022)                        | 19                 |
| Charmeil                 | 03060      | Charmeillois     | 7,4              | 967 (2022)                        | 131                |
| Châtel-Montagne          | 03066      | Châtelois        | 36,81            | 321 (2022)                        | 8,7                |
| Châtelus                 | 03068      | Châteludaires    | 6,64             | 114 (2022)                        | 17                 |
| Cognat-Lyonne            | 03080      | Cognatois        | 12,51            | 707 (2022)                        | 57                 |
| Creuzier-le-Neuf         | 03093      | Creuziérois      | 10,88            | 1 235 (2022)                      | 114                |
| Creuzier-le-Vieux        | 03094      | Creuziérois      | 11,38            | 3 246 (2022)                      | 285                |
| Cusset                   | 03095      | Cussetois        | 31,93            | 13 329 (2022)                     | 417                |
| Espinasse-Vozelle        | 03110      | Espinassois      | 17,87            | 973 (2022)                        | 54                 |
| Ferrières-sur-Sichon     | 03113      | Farrérauds       | 38,58            | 506 (2022)                        | 13                 |
| La Guillermie            | 03125      | Guillermiauds    | 12,33            | 122 (2022)                        | 9,9                |
| Hauterive                | 03126      | Altaripiens      | 8,08             | 1 186 (2022)                      | 147                |
| Laprugne                 | 03139      | Prugnards        | 34,61            | 310 (2022)                        | 9                  |
| Lavoine                  | 03141      | Lavoinais        | 17,53            | 152 (2022)                        | 8,7                |
| Magnet                   | 03157      | Magnétois        | 12,72            | 1 046 (2022)                      | 82                 |
| Mariol                   | 03163      | Mariolais        | 9,41             | 696 (2022)                        | 74                 |
| Le Mayet-de-Montagne     | 03165      | Mayetois         | 29,03            | 1 388 (2022)                      | 48                 |
| Molles                   | 03174      | Mollois          | 26,89            | 916 (2022)                        | 34                 |
| Nizerolles               | 03201      | Nizerollois      | 17,57            | 288 (2022)                        | 16                 |
| Saint-Clément            | 03224      | Saint-Clémentois | 25,98            | 284 (2022)                        | 11                 |
| Saint-Germain-des-Fossés | 03236      | Saint-Germanois  | 8,3              | 3 600 (2022)                      | 434                |
| Saint-Nicolas-des-Biefs  | 03248      | Saint-Nicolavois | 28,9             | 153 (2022)                        | 5,3                |
| Saint-Pont               | 03252      |                  | 12,31            | 692 (2022)                        | 56                 |
| Saint-Rémy-en-Rollat     | 03258      | Saint-Rémois     | 20,84            | 1 769 (2022)                      | 85                 |
| Saint-Yorre              | 03264      | Saint-Yorrais    | 6,35             | 2 618 (2022)                      | 412                |
| Serbannes                | 03271      | Serbannais       | 14,3             | 826 (2022)                        | 58                 |
| Seuillet                 | 03273      | Seuillétois      | 9,94             | 483 (2022)                        | 49                 |
| Vendat                   | 03304      | Vendatois        | 16,76            | 2 269 (2022)                      | 135                |
| Le Vernet                | 03306      | Vernetais        | 10,07            | 1 914 (2022)                      | 190                |

### Démographie
Dans les limites territoriales en vigueur au 1er janvier 2020, la communauté d'agglomération comptait 83 578 habitants en 2020.
| 1968   | 1975   | 1982   | 1990   | 1999   | 2009   | 2014   | 2020   |
| ------ | ------ | ------ | ------ | ------ | ------ | ------ | ------ |
| 83 724 | 84 140 | 84 652 | 83 512 | 81 737 | 82 350 | 83 993 | 83 578 |

La population de la communauté d'agglomération est relativement âgée. En 2020, le taux de personnes d'un âge inférieur à 30 ans (28,8 %) est inférieur au taux national (35,3 %) et départemental (29,1 %). Le taux de personnes d'un âge supérieur à soixante ans (36,9 %) est supérieur aux taux national (26,4 %) et départemental (35,1 %).
À l'instar des répartitions nationale et départementale, la population féminine de la communauté d'agglomération est supérieure à la population masculine. Le taux (53,72 %) est supérieur aux taux national (51,63 %) et départemental (52,01 %).
| Hommes | Classe d’âge | Femmes |
| ------ | ------------ | ------ |
| 1,3    | 90 ans ou +  | 3      |
| 10,6   | 75 à 89 ans  | 14,5   |
| 21,5   | 60 à 74 ans  | 22,5   |
| 19,9   | 45 à 59 ans  | 19,1   |
| 15,4   | 30 à 44 ans  | 14,4   |
| 15,8   | 15 à 29 ans  | 13,4   |
| 15,6   | 0 à 14 ans   | 13,3   |

| Hommes | Classe d’âge | Femmes |
| ------ | ------------ | ------ |
| 1,1    | 90 ans ou +  | 2,8    |
| 9,8    | 75 à 89 ans  | 13,5   |
| 21     | 60 à 74 ans  | 21,7   |
| 20,9   | 45 à 59 ans  | 19,8   |
| 15,8   | 30 à 44 ans  | 15,1   |
| 15,5   | 15 à 29 ans  | 12,9   |
| 15,9   | 0 à 14 ans   | 14,1   |

### Transports

#### Réseau routier

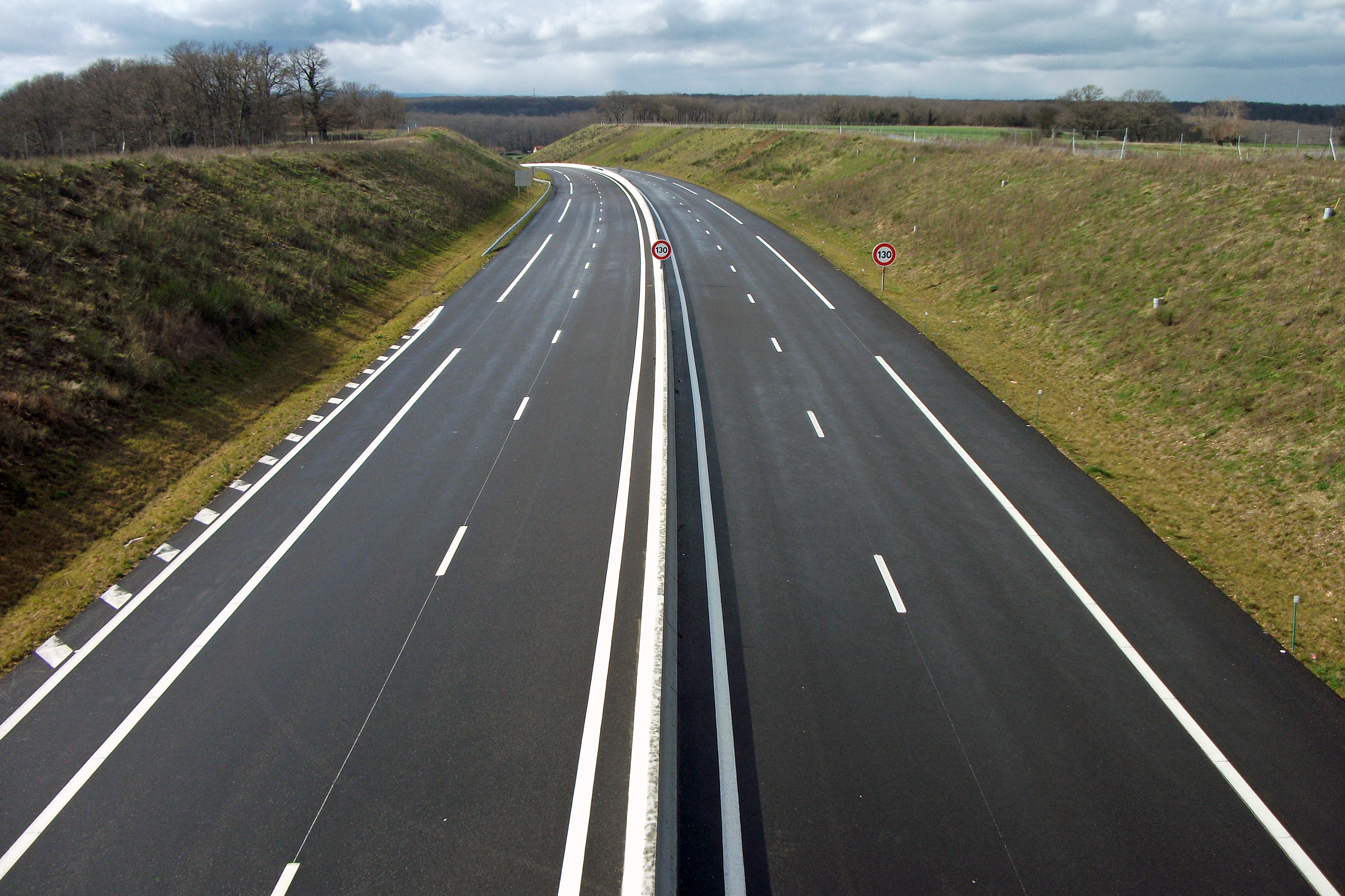
L'autoroute A719 a contribué à l'amélioration de la desserte de l'agglomération.

Le territoire communautaire est desservi par l'autoroute A719, arrivant à cinq kilomètres à l'ouest de Vichy, sur la commune d'Espinasse-Vozelle. C'est depuis un giratoire que part le contournement sud-ouest (D 906) : celui-ci, traversant cinq communes de Vichy Communauté (Espinasse-Vozelle, Serbannes, Brugheas, Hauterive et Saint-Yorre), est ouvert depuis 2016.
La desserte routière est complétée par plusieurs routes départementales :
- la D 2209, desservant Cognat-Lyonne, Bellerive-sur-Allier, Vichy, Cusset et Creuzier-le-Neuf. Elle continue comme la route nationale 209 vers Billy (et au-delà vers Varennes-sur-Allier et Moulins) ;
- la D 906E, ancienne D 906, desservant le sud de l'agglomération (Abrest, Saint-Yorre), et Magnet au nord-est ;
- la D 907, reliant Creuzier-le-Neuf à Lapalisse et à l'est du département ;
- la D 1093, desservant Bellerive-sur-Allier et Brugheas ;
- la D 984, desservant Bellerive-sur-Allier et Serbannes ;
- la D 6, desservant Charmeil et Saint-Rémy-en-Rollat.

La montagne bourbonnaise est accessible notamment, au départ de Cusset, par les routes départementales 995 (vers Arronnes et Ferrières-sur-Sichon), 62 (Molles, Le Mayet-de-Montagne) et 25 (Châtel-Montagne).

#### Réseau ferroviaire
Deux gares sont ouvertes au service des voyageurs : Vichy et Saint-Germain-des-Fossés.

#### Transports en commun et modes doux

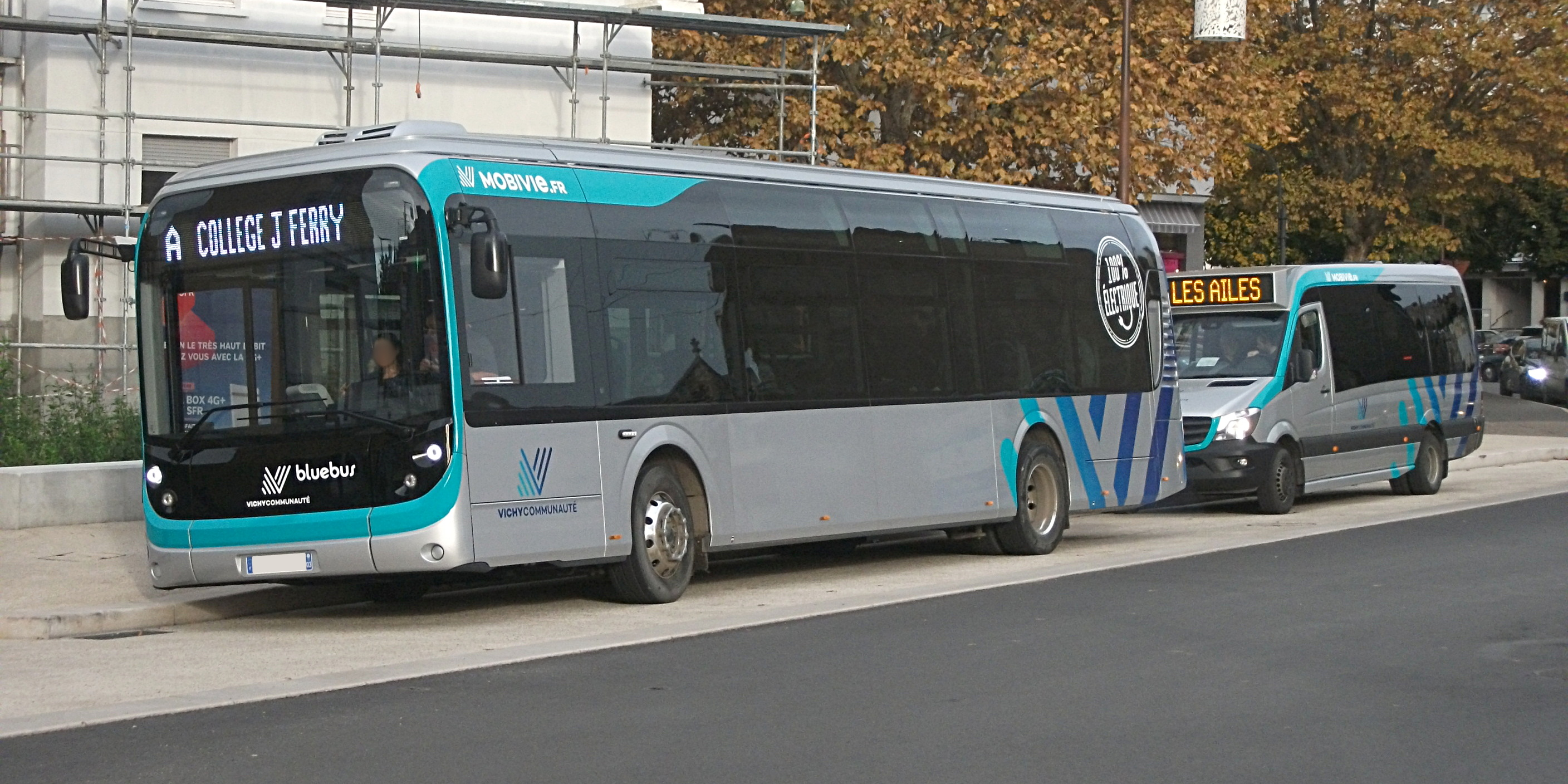
Bus électrique Bolloré Bluebus et minibus au pôle d'échanges intermodal secondaire de Cusset.

L'agglomération gère le réseau de transports en commun MobiVie, dont l'exploitation était confiée à Keolis jusqu'au mois d'août 2018. Depuis septembre 2018, le réseau est exploité par Transdev et quatre bus électriques Bluebus du constructeur breton Bolloré sont mis en service en novembre 2018. L'acquisition de ces véhicules rentre dans le cadre de l'électromobilité ; Vichy Communauté est la première agglomération française à exploiter des bus électriques sept jours sur sept.
En complément du service de location de vélos, lancé en 2014 par l'ancienne communauté d'agglomération de Vichy Val d'Allier, Vichy Communauté lancera un service de vélos en libre-service. Cinq stations sont implantées : au pôle universitaire, à la gare, place Charles-de-Gaulle et rue Wilson, ainsi qu'à Cusset. L'emprunt d'un vélo n'est possible que par l'utilisation d'une application mobile, développée par une start-up basée à Clermont-Ferrand.
Le réseau cyclable est en plein développement. Après les travaux des berges de l'Allier en rive droite en 2014 (commune de Vichy) et en 2019 (commune de Bellerive-sur-Allier) — travaux achevés avec inauguration le 5 octobre 2019 pour un montant de près de 20 millions d'euros incluant des subventions de la région Auvergne-Rhône-Alpes —, Vichy Communauté a aménagé une voie verte reliant le sud et le nord de son territoire. Appelée la Via Allier, cette voie de 27 km de long s'inscrit dans le projet de liaison cyclable reliant Nevers à Palavas-les-Flots et a été inaugurée le 30 juillet 2020. En complément de cette liaison, plusieurs boucles ont été aménagées :
- la boucle des Sources, en amont de l'agglomération (traversant Abrest, le parc Larbaud à Saint-Yorre ou encore Hauterive), longue de 12 km, en service ;
- la boucle des Isles, entre Abrest, Hauterive et le pont Aristide-Briand (ou pont de Bellerive), longue de 12,7 km, en service ;
- la boucle du Lac, mise en service en 2006[11] ;
- une boucle nature, en aval du pont de l'Europe, en projet[11] ;
- une boucle du patrimoine passant près de Saint-Germain-des-Fossés et de Billy (mise en service prévue en 2022)[11].

Dans le cadre d'un appel à projets national sur les mobilités actives et les continuités cyclables, Vichy Communauté et la ville de Vichy ont reçu une aide dans le cadre du réaménagement de l'avenue Aristide-Briand, porte d'entrée de la ville siège dans le prolongement du pont du même nom (appelé aussi pont de Bellerive).

### Économie
La compétence « développement économique » est pleinement assurée par la communauté d'agglomération. Celle-ci compte 19 zones d'activités (ZA) réparties pour la majorité d'entre elles sur l'ancien périmètre de Vichy Val d'Allier, à l'exception de trois d'entre elles qui restent gérées par d'autres structures. La plupart d'entre elles sont implantées à proximité des axes majeurs (autoroute A719, contournements) :
- la ZA du Coquet, à Saint-Germain-des-Fossés ;
- la ZA des Ancises, à Creuzier-le-Neuf ;
- les ZA du Davayat et des Bâts, à Saint-Rémy-en-Rollat ;
- la ZA de Vichy-Rhue, à Creuzier-le-Vieux ;
- la ZA de Monzière, à Bellerive-sur-Allier ;
- la ZA de la Boucharde, à Brugheas ;
- la ZA de la Tour, à Abrest ;
- la ZA du Bioparc, à Hauterive ;
- la ZA des Jarrauds, à Saint-Yorre ;
- les ZA de Champcourt - La Perche et de Graves - Les Gauvins, à Cusset ;
- l'Atrium et la ZA de la Croix Saint-Martin, à Vichy ;
- la ZA des Combes, au Vernet ;
- la ZA de Mornier, au Mayet-de-Montagne, seule zone d'activités de la montagne bourbonnaise gérée par l'intercommunalité.

Les zones d'activités des Fonds Vilains (au Vernet), de Nizerolles et de Laprugne ne sont pas gérées par l'intercommunalité.

## Administration

### Siège
La communauté d'agglomération siège place Charles-de-Gaulle à Vichy.

### Les élus
La communauté d'agglomération est gérée par un conseil communautaire composé de 77 conseillers représentant chacune des communes membres.
Leur répartition a été fixée par l'arrêté préfectoral no 2669/2019 du 30 octobre 2019 :
| Nombre de conseillers | Communes                               |
| --------------------- | -------------------------------------- |
| 20                    | Vichy                                  |
| 10                    | Cusset                                 |
| 6                     | Bellerive-sur-Allier                   |
| 3                     | Saint-Germain-des-Fossés               |
| 2                     | Abrest, Creuzier-le-Vieux, Saint-Yorre |
| 1 (+ 1 suppléant)     | les 32 autres communes                 |

### Présidence
Pendant la période transitoire s'étalant du 1er au 27 janvier 2017, le président de cet établissement public de coopération intercommunale est le doyen d'âge des présidents des deux intercommunalités fusionnées. Claude Malhuret, président de la communauté d'agglomération de Vichy Val d'Allier, assure la présidence durant cette période transitoire. Celui-ci a été élu président de la communauté d'agglomération le 19 janvier 2017.
La loi sur le cumul des mandats n'autorisant plus d'exercer à la fois un mandat local (président de structure intercommunale) et national (parlementaire), Claude Malhuret, sénateur, a annoncé le 28 septembre 2017 en conseil communautaire la démission de son mandat de président. C'est Frédéric Aguilera, par ailleurs élu maire de Vichy la veille, qui est nommé président de la communauté d'agglomération le 7 octobre 2017.
Le 16 juillet 2020, le conseil communautaire s'est réuni au Palais du Lac (commune de Bellerive-sur-Allier) pour élire le président et ses vice-présidents. Il a réélu Frédéric Aguilera, maire de Vichy, et désigné quatorze vice-présidents (sept femmes et sept hommes) :
1. Élisabeth Cuisset (maire de Saint-Germain-des-Fossés), chargée de l'aménagement, de l'habitat, de l'urbanisme, du projet d'agglomération et des politiques contractuelles ;
2. Jean-Sébastien Laloy (maire de Cusset), chargé du développement économique et du sport ;
3. Caroline Bardot (maire de Saint-Pont), chargée des transitions écologiques et énergétiques ;
4. Joseph Kuchna (maire de Saint-Yorre), chargé de l'eau potable, de l'assainissement et du grand cycle de l'eau ;
5. Michèle Charasse (maire de Nizerolles), chargée des travaux, des voiries communautaires et forestières ;
6. François Sennepin (maire de Bellerive-sur-Allier), chargé de l'enseignement supérieur et du pôle métropolitain ;
7. Nicole Coulange (maire de La Chapelle), chargée de l'administration générale, de la gestion patrimoniale et du schéma de mutualisation ;
8. Michel Marien (maire d'Espinasse-Vozelle), chargé de la cohésion sociale et de la politique de la ville ;
9. Nathalie Bouillon (adjointe au maire de Creuzier-le-Vieux), chargée de la petite enfance, de l'enfance et de la jeunesse ;
10. Jean-Marc Germanangue (maire de Vendat), chargé des mobilités durables et des transports ;
11. Marilyne Morgand (conseillère municipale à Hauterive), chargée de la protection et de la valorisation du patrimoine historique et des paysages ;
12. Bernard Aguiar (maire du Vernet), chargé du développement de l'économie circulaire, du recyclage et de la gestion des déchets ;
13. Charlotte Benoit (adjointe au maire de Vichy), chargée des ressources humaines, de l'égalité professionnelle et de la culture ;
14. Jean-Claude Brat (maire de Châtel-Montagne), chargé du tourisme et des activités de pleine nature.

| Période                                  | Période                       | Identité          | Étiquette | Qualité                                                       |
| ---------------------------------------- | ----------------------------- | ----------------- | --------- | ------------------------------------------------------------- |
| Les données manquantes sont à compléter. |                               |                   |           |                                                               |
| 27 janvier 2017                          | 7 octobre 2017                | Claude Malhuret   | LR        | Maire de Vichy (1989-2017) Sénateur de l'Allier (depuis 2014) |
| 7 octobre 2017                           | En cours (au 16 juillet 2020) | Frédéric Aguilera | LR        | Maire de Vichy (depuis 2017)                                  |

### Compétences
L'intercommunalité exerce des compétences qui lui sont déléguées par les communes membres.

#### Compétences obligatoires
À sa création, le 1er janvier 2017, la communauté d'agglomération exerçait six compétences obligatoires. La compétence « gestion des milieux aquatiques et prévention des inondations » (GEMAPI) devant être exercée par toute intercommunalité depuis le 1er janvier 2018, le nombre de compétences obligatoires est porté à sept :
- aménagement de l'espace communautaire : schémas de cohérence territoriale et de secteur ; documents d'urbanisme ;
- actions de développement économique : création, aménagement, entretien et gestion de zones d'activité industrielle, commerciale, tertiaire, artisanale, touristique, portuaire ou aéroportuaire ; politique locale du commerce et soutien aux activités commerciales d'intérêt communautaire ; promotion du tourisme ;
- équilibre social de l'habitat : programme local de l'habitat ; politique du logement d'intérêt communautaire ; actions par des opérations d'intérêt communautaire en faveur des personnes défavorisées ou encore amélioration du parc immobilier bâti d'intérêt communautaire ;
- politique de la ville : élaboration du diagnostic de territoire et définition des orientations du contrat de ville ; animation et coordination des dispositifs contractuels de développement urbain, de développement local et d'insertion économique et sociale ainsi que des dispositifs locaux de prévention de la délinquance ; programmes d'actions définis dans le contrat de ville ;
- aménagement, entretien et gestion des aires d'accueil pour les gens du voyage ;
- collecte et traitement des déchets ménagers et assimilés ;
- gestion des milieux aquatiques et prévention des inondations (étude et mise en œuvre des mesures de prévention et de protection des personnes, des biens contre les risques d'inondations, ainsi que des mesures de préservation, de protection et de restauration des milieux aquatiques), cette compétence était facultative en 2017 sur l'ancien territoire de Vichy Val d'Allier.

#### Compétences optionnelles
Les compétences optionnelles sont exercées sur le périmètre des deux anciennes structures intercommunales.
Cinq de ces compétences étaient exercées sur le périmètre de l'ancienne communauté d'agglomération de Vichy Val d'Allier :
- création, aménagement et entretien de la voirie,
- assainissement,
- protection et mise en valeur de l'environnement et du cadre de vie,
- construction, aménagement, entretien et gestion d'équipements culturels et sportifs d'intérêt communautaire,
- action sociale d'intérêt communautaire ;

Deux d'entre elles étaient exercées sur le périmètre de l'ancienne communauté de communes de la Montagne bourbonnaise :
- protection et mise en valeur de l'environnement et du cadre de vie,
- création et gestion de maisons de services au public.

#### Compétences facultatives
Les compétences facultatives, ou supplémentaires, sont exercées sur le périmètre des deux anciennes structures intercommunales.
Les compétences facultatives sur le périmètre de Vichy Val d'Allier sont les suivantes :
- soutien à l'attractivité du territoire :
  - la communauté d'agglomération se tourne « vers l'enseignement supérieur et la recherche » par l'« étude (ou aide à l'étude), [l']acquisition, [la] construction et/ou [la] gestion de bâtiments et/ou d'équipements permettant d'accueillir des organismes publics ou privés dispensant des enseignements supérieurs », ainsi que l'« organisation ou [le] soutien d'actions ou d'opérations favorisant le maintien, l'implantation ou le développement d'activités dans le domaine de l'enseignement supérieur » en lien avec le pôle universitaire et ses annexes,
  - elle « recherche l'excellence en matière de développement territorial par le sport et la culture » ;
- « participation à des organismes de réflexion et/ou de coopération avec les territoires environnants notamment pour la défense, le suivi ou la promotion des liaisons routières, ferroviaires, aériennes ou en matière de très haut débit de l'agglomération » ;
- « participation à la définition et à la mise en œuvre et des politiques contractuelles d'aménagement des centres-bourgs des communes situées sur l'ancien périmètre de Vichy Val d'Allier » ;
- hygiène et sécurité : gestion des fourrières communautaires pour véhicules et pour animaux, gestion des bâtiments accueillant les centres de secours de première intervention de Bellerive-sur-Allier et Creuzier-le-Vieux, devenus centres de secours ;
- enfance et jeunesse : aménagement et gestion de structures d'accueil petite enfance ; aménagement, animation et gestion de relais d'assistantes maternelles et d'accueils de loisirs sans hébergement ; enseignement de la natation en milieu scolaire ; réseau information jeunesse ;
- loisirs et équipements touristiques : « étude, aménagement, mise en œuvre, gestion et soutien des activités, équipements ou sites de loisirs et/ou de tourisme » de la « Boucle des Isles » ;
- musique : soutien à l'activité enseignement aux associations musicales des pôles d'équilibre ;
- systèmes d'information et de communication ;
- agriculture ;
- urbanisme.

Les compétences facultatives sur le périmètre de l'ancienne communauté de communes de la Montagne bourbonnaise sont les suivantes :
- mise en œuvre de programmes expérimentaux d'accès aux technologies d'information et de la communication ;
- soutien à l'éveil musical ;
- toutes actions par adhésion au SMAT de la Montagne Bourbonnaise et au syndicat mixte des Monts de la Madeleine, notamment dans le domaine touristique ;
- actions sociales ;
- organisation de chantiers d'insertion.

### Régime fiscal et budget
La communauté d'agglomération applique la fiscalité professionnelle unique.
Pour l'année 2024, les élus ont voté un budget de 220 millions d'euros, dont 48,4 millions sont consacrés à l'investissement pour de grands chantiers (assainissement, reconstruction du Sporting Club tennis, rénovation de l'avenue de Vichy à Bellerive-sur-Allier).
Le 18 juillet 2024, la communauté d'agglomération a annoncé un investissement de 55,2 millions d'euros pour l'eau et l'assainissement, dont 31,2 millions sont consacrés « au renouvellement des réseaux d'eau potable, à la réhabilitation des réservoirs, à l'amélioration de la production en eau potable et au développement de la télérelève des compteurs », et 24 millions pour « la réhabilitation de réseaux et de stations d'assainissement ». Ce plan, présenté comme le plus important pour l'intercommunalité selon son président, répond à un enjeu lié au changement climatique et à la croissance démographique du territoire.

## Projets et réalisations

### Réalisations achevées

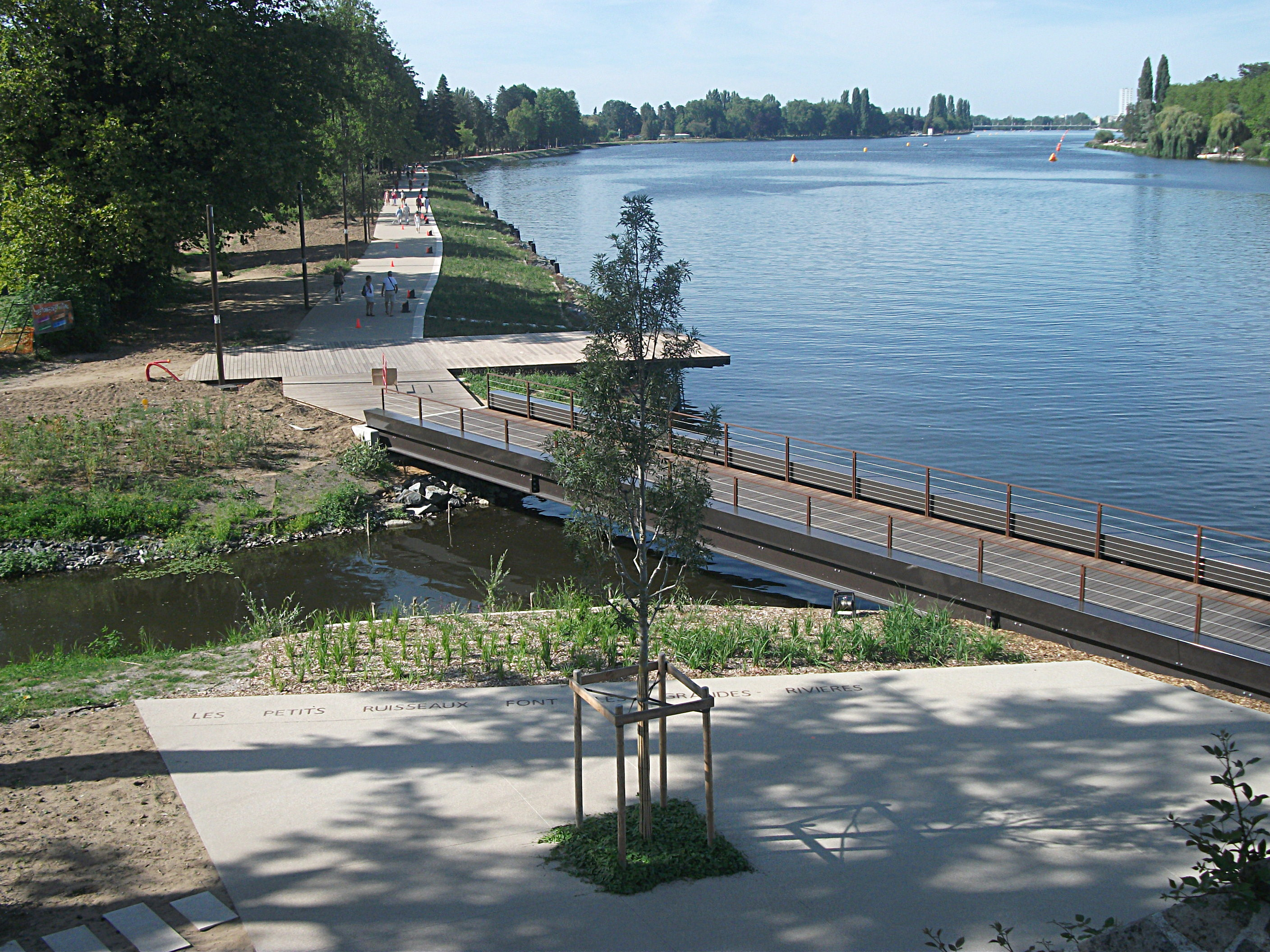
Les berges de l'Allier (en rive gauche) ont été rénovées en 2019.

Depuis sa création en 2017, la communauté d'agglomération Vichy Communauté a réalisé plusieurs projets dans les domaines des mobilités, de l'éducation ou des énergies, notamment :
- l'aménagement d'un dépôt de bus incluant l'acquisition de quatre bus électriques, pour un coût de 2,2 millions d'euros[Off 4] ;
- la rénovation de la cité de Presles, à Cusset (43,7 millions d'euros, travaux 2018-2019)[Off 5] ;
- le réaménagement des berges de la rive gauche du Lac d'Allier, à Bellerive-sur-Allier (20 millions d'euros, achevé en 2019)[Off 6] ;
- la réalisation de la voie verte Via Allier, longue de 27 km ainsi que trois boucles découvertes (boucle des Sources, boucle des Isles et boucle du Lac), pour un coût de 8 millions d'euros[Off 2], en 2020.

Un conservatoire de musique a été créé sur un ancien bâtiment de la cité scolaire Albert-Londres, à Cusset. Il regroupe les écoles de musique de Vichy et de Cusset. Le projet va « dans une logique d'aménagement du territoire », car situé à proximité du boulevard urbain et du quartier de Presles en rénovation. Les travaux de désamiantage et de démolition ont commencé en mars 2018 ; ceux de rénovation ont débuté en septembre 2018. Le conservatoire a été inauguré le 30 novembre 2019. Ces travaux ont coûté 5,23 millions d'euros, dont 1,33 million à la charge de l'EPCI, avec une participation financière de l'Europe (FEDER), de l'État, du département de l'Allier et des villes de Vichy et de Cusset.
Dans le cadre de la démarche « territoire à énergie positive » (TEPOS), en vue de devenir autonome en énergie d'ici 2050, Vichy Communauté s'est associée avec une entreprise spécialisée pour équiper trente parkings d'ombrières photovoltaïques. Le premier a été mis en service sur le parking du stade aquatique en 2019 ; ceux de Nizerolles, en milieu rural, ont été inaugurés le 30 mars 2021,.

### Projets

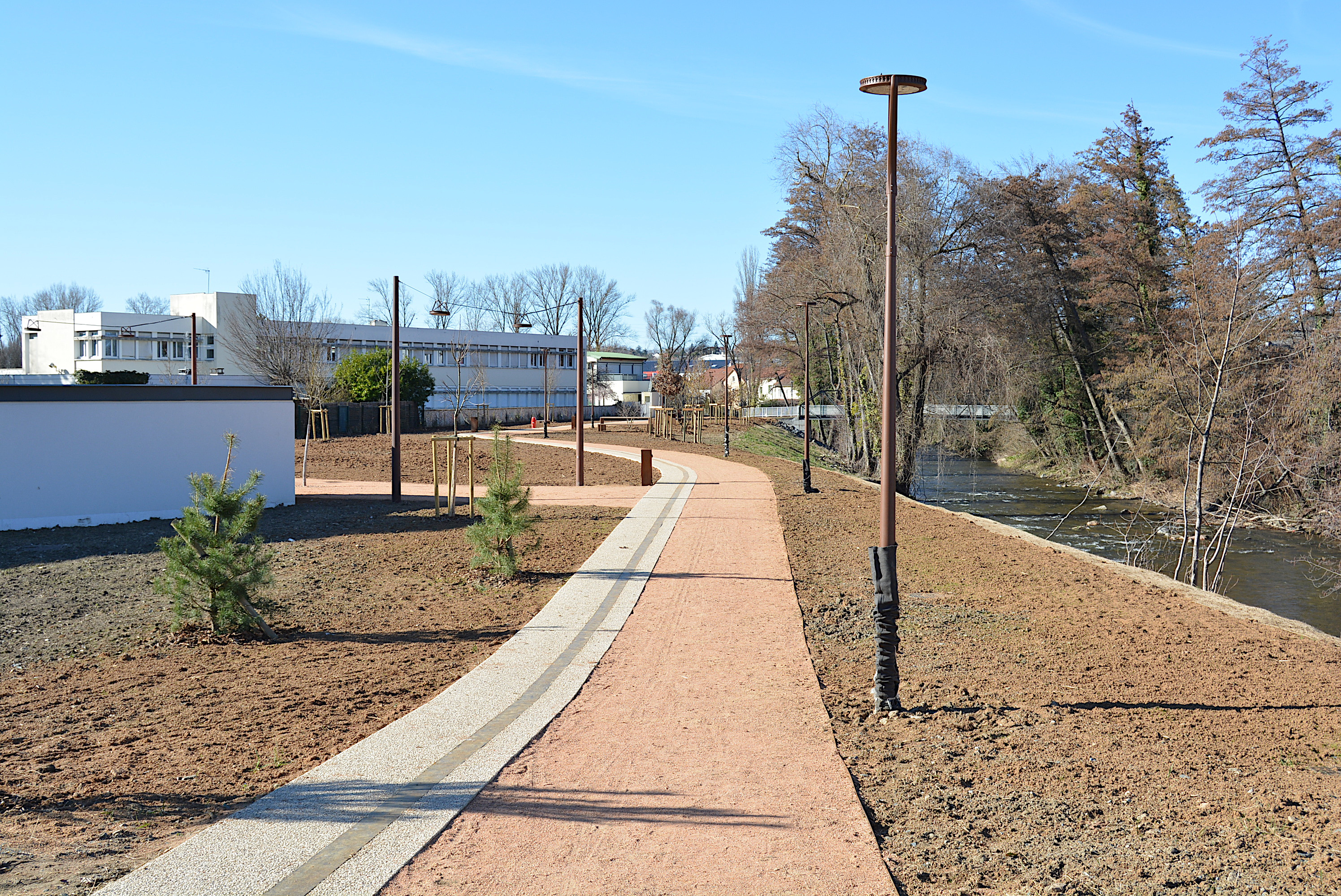
Les berges du Sichon, à Cusset, ont été réaménagées en 2021 et 2022.

La communauté d'agglomération embellit les berges du Sichon. Ce cours d'eau, affluent de l'Allier, est peu apprivoisé par les habitants de Vichy et de Cusset. Sur la commune de Vichy, il est canalisé depuis les années 1960 afin de « lutter contre les crues importantes ». À Vichy, les travaux commenceront à une date non déterminée, après négociations avec les riverains vichyssois de la rivière, propriétaires des berges. À terme, le Sichon pourrait « devenir une autoroute pour les modes doux de circulation ». La partie cussetoise des berges (première phase) a été inaugurée le 22 avril 2022 et vient achever les travaux de requalification urbaine du quartier de Presles.

#### Site officiel
1. ↑  Conseil communautaire du 30 mars 2017 [PDF], p. 1-3.
2. 1 2  « Via Allier et Boucles », 29 juin 2020 (consulté le 10 août 2020).
3. ↑  « Les élus » (consulté le 10 août 2020).
4. ↑  « Les grands projets - Dépôt de bus », Le Mag' Vichy Communauté, no 3,‎ mai 2018, p. 10 (lire en ligne [PDF], consulté le 14 juin 2018).
5. ↑  « Les grands projets - Quartier de Presles », Le Mag' Vichy Communauté, no 3,‎ mai 2018, p. 11 (lire en ligne [PDF], consulté le 14 juin 2018).
6. ↑  « Les grands projets - Berges de la rive gauche du Lac d'Allier », Le Mag' Vichy Communauté, no 3,‎ mai 2018, p. 8 (lire en ligne [PDF], consulté le 14 juin 2018).
7. ↑  « Les grands projets - Le conservatoire », Le Mag' Vichy Communauté, no 3,‎ mai 2018, p. 9 (lire en ligne [PDF], consulté le 14 juin 2018).
8. ↑  « Inauguration des ombrières de Nizerolles », 30 mars 2021 (consulté le 7 avril 2021).
9. ↑  « Communiqué de presse : Inauguration des berges du Sichon » [PDF], 22 avril 2022 (consulté le 23 avril 2022).

#### Site de l'Insee
« Dossier complet – Intercommunalité-Métropole de CA Vichy Communauté (200071363). », sur insee.fr, 14 novembre 2023 (consulté le 18 décembre 2023) :
1. 1 2  POP T1 – Population.
2. ↑  POP T0 – Population par grandes tranches d'âges.
3. ↑  POP T3 – Population par sexe et âge en 2020.

#### Autres sources
1. ↑  Direction des relations avec les collectivités territoriales, « Schéma départemental de coopération intercommunale de l'Allier » [PDF], Préfecture de l'Allier, 30 mars 2016 (consulté le 30 décembre 2016).
2. 1 2 3 4 5 6 7 8  « ARRETE No3188/2016 portant fusion de la communauté d'agglomération « Vichy Val d'Allier » et de la communauté de communes de la « Montagne Bourbonnaise » » [PDF], Recueil des actes administratifs no 03-2016-050, Préfecture de l'Allier, 6 décembre 2016 (consulté le 30 décembre 2016), p. 42-54.
3. ↑  Direction de la Citoyenneté et de la Légalité - Service du conseil et du contrôle des collectivités territoriales - Bureau de l'intercommunalité et de la réforme territoriale, « ARRÊTÉ no 2970/2017 portant modification du périmètre de la communauté de communes Saint-Pourçain Sioule Limagne par retrait de la commune de Saint-Pont et modification du périmètre de la communauté d'agglomération Vichy Communauté par adhésion de la commune de Saint-Pont » [PDF], Recueil des actes administratifs no 03-2017-099, Préfecture de l'Allier, 29 décembre 2017 (consulté le 4 janvier 2018), p. 29-32.
4. ↑  Rémi Pironin, « La nouvelle identité visuelle a été présentée hier », sur lamontagne.fr, 17 mars 2017 (consulté le 17 mars 2017).
5. ↑  Pierre Geraudie, « Vichy Communauté officiellement reconnu comme territoire à énergie positive (Tepos) » , La Montagne, 27 octobre 2017 (consulté le 23 avril 2022).
6. ↑  « Évolution et structure de la population en 2020 – Département de l'Allier (03). », Insee, 27 juin 2023 (consulté le 18 décembre 2023).
7. ↑  « Vichy Communauté et Transdev optent pour l'électromobilité », sur Décision Achats, 20 juin 2018 (consulté le 21 juin 2018).
8. ↑  Florian Gallant, « Les vélos en libre-service arrivent à Vichy », sur La Montagne, 21 novembre 2018 (consulté le 21 novembre 2018).
9. ↑  Estelle Dissay, « Pourquoi le chantier de rénovation de la rive gauche du lac d'Allier s'inscrit dans un projet plus vaste que lui », sur La Montagne, 6 octobre 2019 (consulté le 16 octobre 2019).
10. ↑  Claudie Hamon, « Allier : à vélo ou à pieds la voie verte longe l'Allier », sur France Bleu, 31 juillet 2020 (consulté le 10 août 2020).
11. 1 2 3 4  Denis Lorut, « Ce qu'il faut savoir sur la voie verte qui va traverser l'agglomération de Vichy », sur La Montagne, 3 octobre 2019 (consulté le 16 octobre 2019).
12. ↑  « Les zones d'activités de l'agglomération de Vichy », sur vichy-economie.com (consulté le 17 mai 2020).
13. ↑  « Extrait de l'arrêté inter préfectoral no 2669 / 2019 du 30 octobre 2019 constatant la composition du conseil communautaire de la Communauté d'Agglomération Vichy Communauté à l'issue du renouvellement général des conseils municipaux de 2020. » [PDF], Recueil des actes administratifs no 03-2019-107, sur allier.gouv.fr, Préfecture de l'Allier, 1er novembre 2019 (consulté le 27 décembre 2019), p. 64-67.
14. ↑  « Claude Malhuret élu président », sur lamontagne.fr, 20 janvier 2017 (consulté le 20 janvier 2017).
15. ↑  Emmanuel Moreau, « Claude Malhuret abandonne son mandat de maire de Vichy et choisit le Sénat », sur francebleu.fr, France Bleu Pays d'Auvergne, 22 septembre 2017 (consulté le 22 septembre 2017).
16. ↑  Valentin Pasquier, « Frédéric Aguilera élu à la tête de Vichy Communauté », sur France 3 Auvergne-Rhône-Alpes, 7 octobre 2017 (consulté le 7 octobre 2017).
17. ↑  « Le maire de Vichy Frédéric Aguilera (LR) réélu président de Vichy Communauté (Allier) », La Montagne, 16 juillet 2020 (consulté le 16 juillet 2020).
18. ↑  Matthieu Perrinaud, « Les élus de Vichy Communauté votent un budget de 220 millions d'euros pour 2024 » , sur lamontagne.fr, 12 avril 2024 (consulté le 15 avril 2024).
19. ↑  Pierre Geraudie, « Investissements massifs, chantiers d'envergure, hausse des coûts : Vichy Communauté dévoile sa stratégie autour de l'eau » , sur lamontagne.fr, La Montagne, 20 juillet 2024 (consulté le 8 décembre 2024).
20. ↑  Fabienne Faurie, « Le nouveau Conservatoire inauguré ce samedi [30 novembre] à Cusset », sur lamontagne.fr, 30 novembre 2019 (consulté le 21 décembre 2019).
21. ↑  Olivier Rezel, « Le conservatoire de Vichy communauté accueillera les musiciens dès la rentrée scolaire 2019 », sur lamontagne.fr, 24 février 2018 (consulté le 14 juin 2018).
22. ↑  Denis Lorut, « De l'ombre et de la lumière à venir sur le territoire de Vichy communauté (Allier) », sur lamontagne.fr, 6 avril 2021 (consulté le 7 avril 2021).
23. ↑  Laura Pradal, « Un projet d'aménagement des berges du Sichon à l'horizon 2030 », sur lamontagne.fr, 3 février 2018 (consulté le 3 février 2018).